# Леукотоја
Леукотоја је у грчкој митологији била кћер вавилонског краља Орхама и Еуриноме. Према неким ауторима, њено име је заправо Леукотеја.

## Митологија
Леукотоју је волео Хелије, што је изазвало љубомору њене претходнице Клитије, па је она о овој забрањеној љубави обавестила њеног оца Орхама. Како би казнио своју кћер, краљ ју је живу закопао. Према другим изворима, Леукотоју је заволео Аполон и то на први поглед. Да би био са њом, променио је лик тако да изгледа као Леукотијина мајка. Након што је распустио послугу, приказао се Леукотији у свом правом облику. У овој верзији, Леукотоја је персијска принцеза, а Клитија њена сестра, која је страсно волела Аполона, али јој та љубав није била узвраћена. Љубоморна, пријавила је оцу да њена сестра има тајног љубавника и он је одмах наредио да Леукотоју закопају испод огромних наслага песка. Следећег дана је Аполон видео шта се десило и покушао да спасе своју љубавницу, али је већ било касно. Једино што је могао је да њено тело претвори у дрво из кога се добија тамјан, а чији мирис је постао обавезан у његовим храмовима.

## Биологија
Латински назив овог лика (Leucothoe) је назив рода биљака.